# Federico Borromeo (1617–1673)
Federico Borromeo (ur. 29 maja 1617 w Mediolanie, zm. 18 lutego 1673 w Rzymie) – włoski kardynał.

## Życiorys
Był spokrewniony z Karolem i Fryderykiem Boromeuszem. Studiował teologię, a w 1635 uzyskał doktorat utroque iure. 29 marca 1644 otrzymał święcenia diakonatu. Po przybyciu do Rzymu, został szambelanem Jego Świątobliwości i referendarzem Najwyższego Trybunału Sygnatury Apostolskiej. W latach 40. był gubernatorem w Ascoli i Benewencie, a w 1652 został inkwizytorem na Malcie. 19 października 1654 został łacińskim patriarchą Aleksandrii, a 28 listopada przyjął sakrę. Odmówił przyjęcia biskupstwa Como. W latach 1654–1665 był nuncjuszem apostolskim w Szwajcarii, a w okresie 1668-1670 w Hiszpanii. W maju 1670 został mianowany sekretarzem stanu, natomiast 20 grudnia został kreowany kardynałem prezbiterem i otrzymał kościół tytularny S. Augustini.